# Капдепера (замок)
Замок Капдепера (кат. Castell de Capdepera) — замок в муниципалитете Капдепера, Мальорка, Испания. Стоит на горе на северо-востоке острова в 2,5 км от берега пролива, который разделяет Мальорку и Менорку. Построен в XIV веке.

## История
В древние времена территория принадлежала местным жителям, которые селились на склонах гор в этой местности. В X веке мавры построили здесь укрепления, от которых сохранилась лишь нижняя часть башни. В 1229 году укрепления захватил король Арагона Хайме I. В 1231 году в башне было подписано Капдеперское соглашение, по которому Менорка отошла во владение Хайме I. В 1300 году Хайме II построил здесь крепость, внутри которой основал поселение. Сначала планировалось 50 зданий различного назначения и 200 жителей. Поэтому Капдепера — это скорее укреплённое селение, чем замок.
В 1342 году были построены стены и ворота. В 1386 году завершили сооружение башен. В XVI—XVII веках на остров регулярно нападали пираты. На этот период пришёлся расцвет поселения. В конце XVII века поселение разрослось за пределы крепости, а в XVIII веке, после реорганизации обороны острова, население переселилось в более приспособленные места. В крепости был оставлен только гарнизон.
В 1983 году замок перешёл во владение муниципалитета.

## Описание

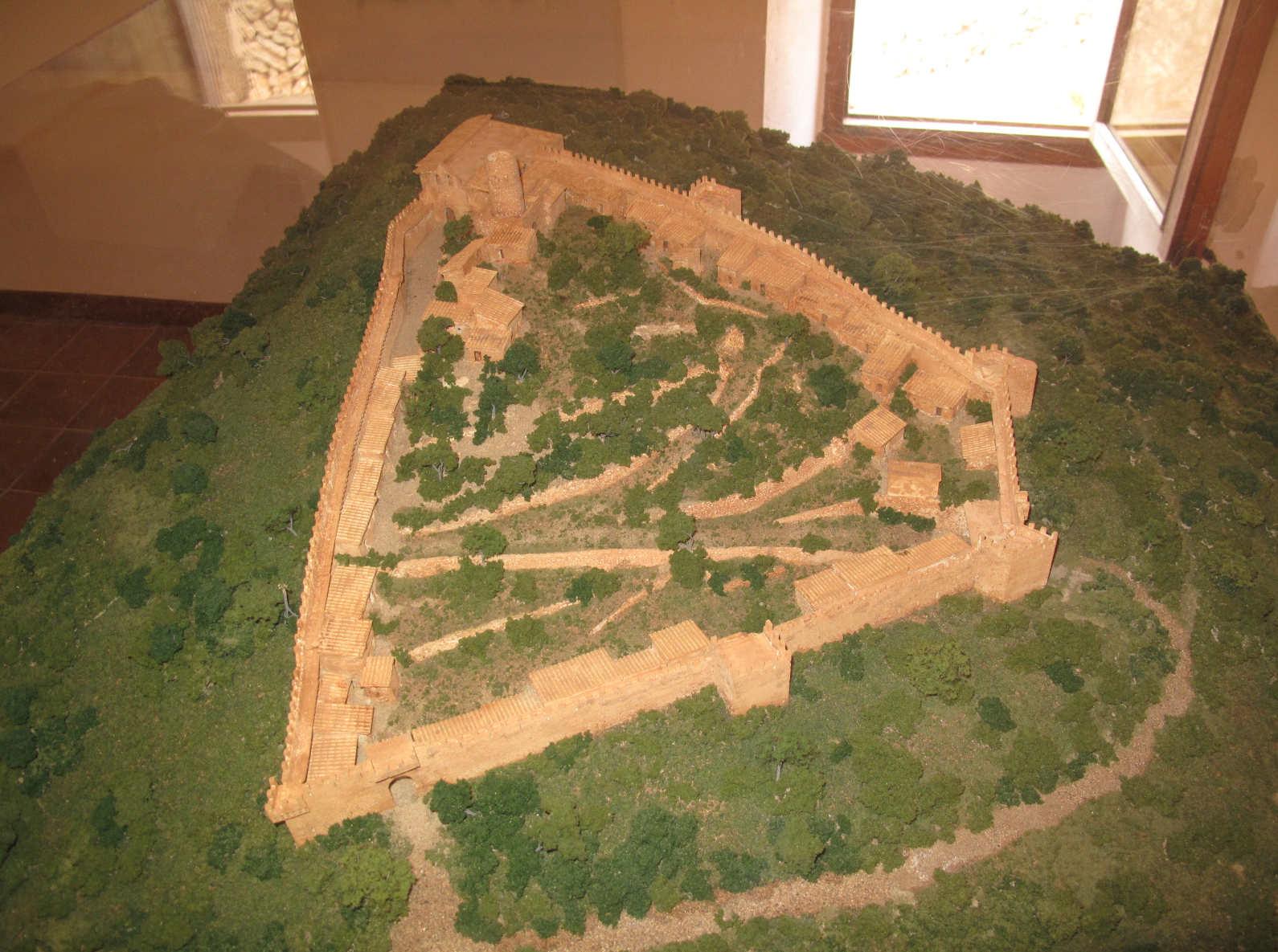
Макет замка

Крепость расположена на горе высотой 130 м над уровнем моря на северо-востоке острова. С этого места видны несколько ближайших бухт и пролив между Мальоркой и Меноркой.
Замок находится на пологом склоне горы, в плане имеет треугольную форму. Главная башня, возведённая маврами, расположена немного ниже вершины. На более старой нижней части башни, которая имеет квадратную форму, стоит коническая верхняя часть. На севере замка расположена церковь Виргин де ла Эсперанса, которая приобрела нынешний вид в XVIII веке. На её плоской крыше расположена дозорная и артиллерийская площадка.
Так как в крепости отсутствуют источники воды, неподалёку от церкви была построена цистерна. На восточной стене расположены Башня Рога и Башня Дамы, на южной стене — Туманная Башня, Башня Короля Хайме и Башня Береговых жителей.
Главные ворота замка были расположены в Башне Короля Хайме, а в XVII веке были построены новые ворота — между башнями Дамы и Туманной. В Башне Рога и над обеими воротами расположены машикули.
В настоящее время внутри крепостных стен из всех домов сохранились только Дом губернатора XIX века и Дом Дамы у одноимённой башни.

## Фотогалерея

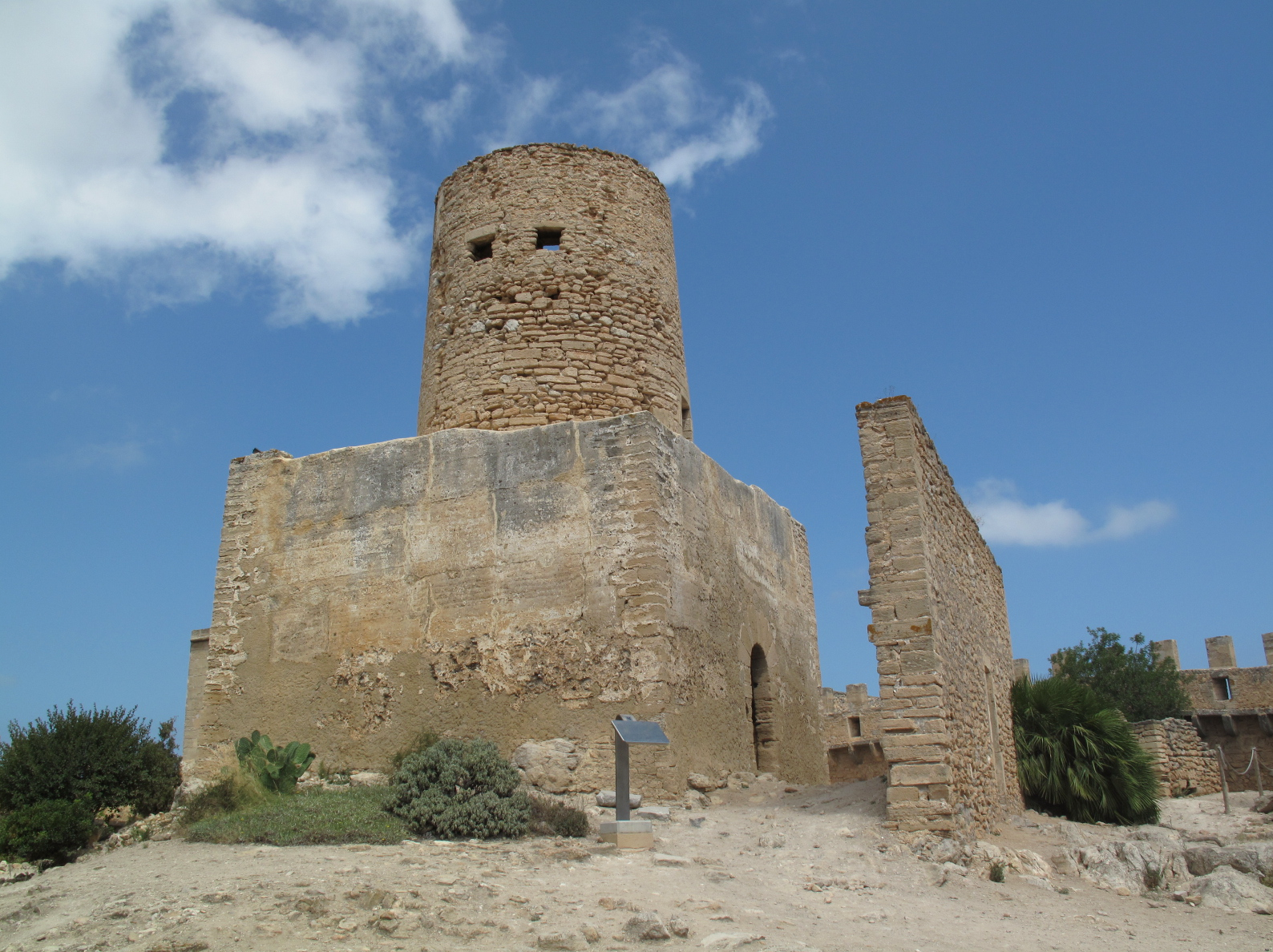
Башня Мигеля Нуниса
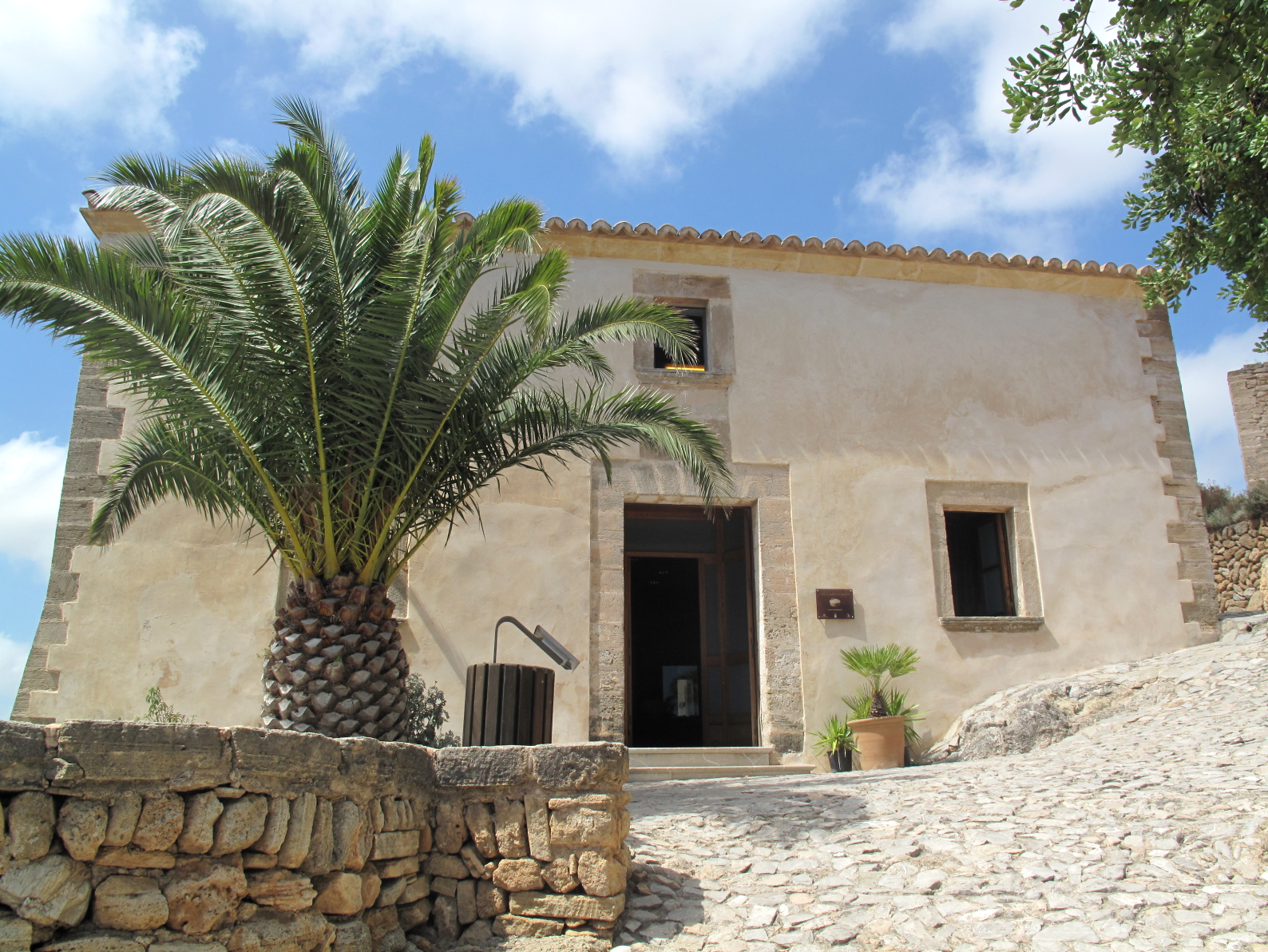
Дом губернатора
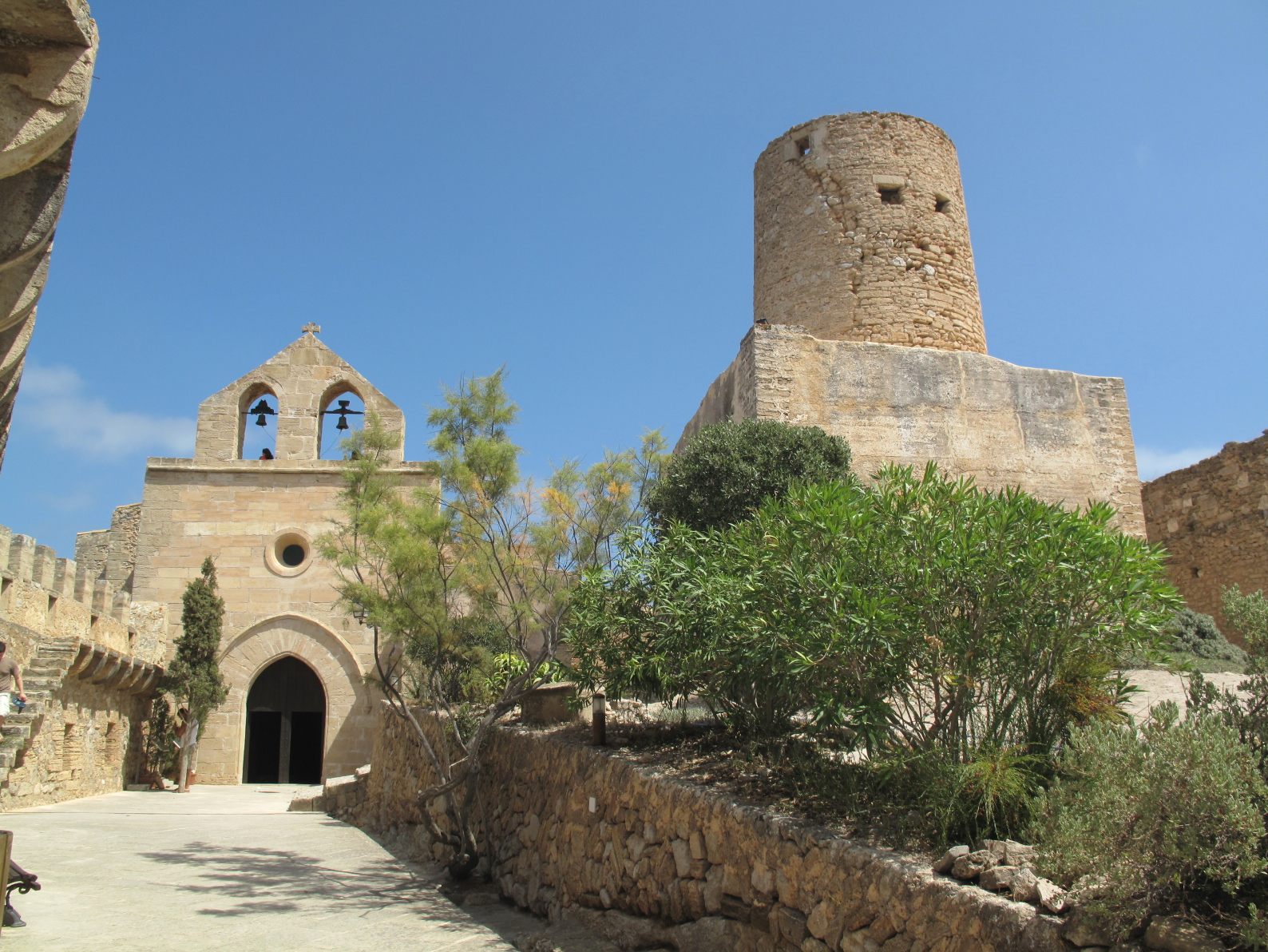
Церковь и башня Мигеля Нуниса
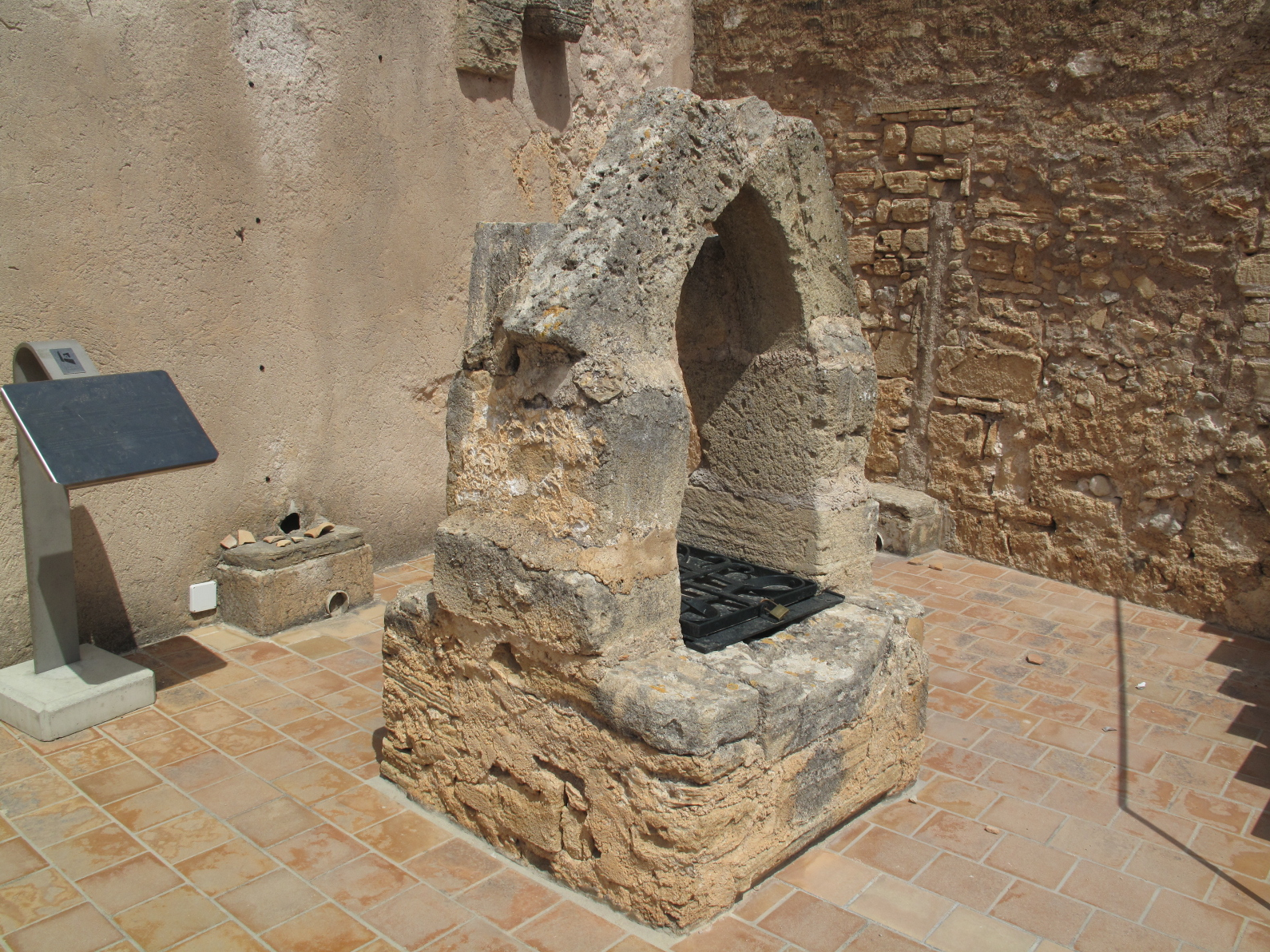
Цистерна